# Gare de Toyohashi
La gare de Toyohashi (豊橋駅, Toyohashi-eki) est une gare ferroviaire de la ville de Toyohashi, dans la préfecture d'Aichi, au Japon. La gare est exploitée par la JR Central et la compagnie privée Nagoya Railroad (Meitetsu).

## Situation ferroviaire
La gare de Toyohashi est située au point kilométrique (PK) 274,2 de la ligne Shinkansen Tōkaidō et au PK 293,6 de la ligne principale Tōkaidō. Elle marque le début de la ligne principale Meitetsu Nagoya et de la ligne Iida.

## Historique
La gare de Toyohashi a été inaugurée le 1er septembre 1888. Le Shinkansen y arrive le 1er octobre 1964.

## Service des voyageurs

### Accueil
La gare dispose d'un bâtiment voyageurs, avec guichets, ouvert tous les jours.

### Desserte

#### JR Central
- Ligne Iida :
  - voies 1, 2 et 4 : direction Toyokawa, Iida et Tatsuno
- Ligne principale Tōkaidō :
  - voies 4 à 8 : direction Nagoya et Maibara
  - voies 5 à 8 : direction Hamamatsu et Shizuoka
- Ligne Shinkansen Tōkaidō :
  - voies 11 et 12 : direction Tokyo
  - voie 13 : direction Nagoya et Shin-Osaka

#### Meitetsu
- Ligne principale Nagoya :
  - voie 3 : direction Nagoya et Gifu

### Intermodalité
La gare de Shin-Toyohashi de la compagnie privée Toyotetsu est adjacente à la gare.
Le tramway de Toyohashi a son terminus au nord de la gare. 